# 香港駕駛執照

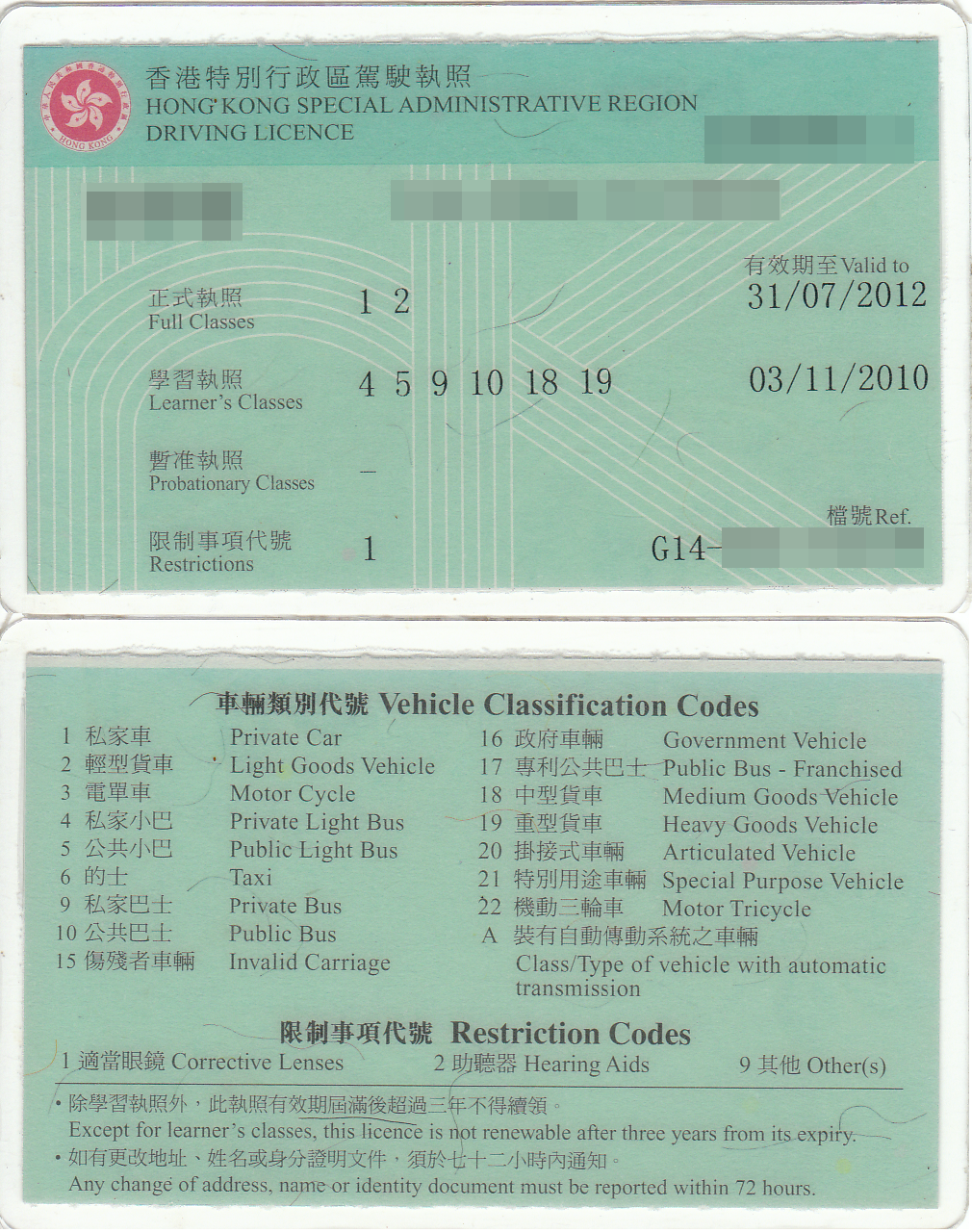
香港運輸署發出的駕駛執照

香港駕駛執照是由香港運輸署簽發的駕駛證件，允許持有人在香港道路上合法駕駛指定類別的汽車。

## 式樣
香港駕駛執照通常連同身份證明文件一同使用，因此只載有有限的個人資料。自2002年10月28日起簽發的駕駛執照載有以下資料：
- 持證人的中文姓名*和英文姓名（*只適用於香港身份證上已登載中文姓名的香港居民）
- 駕駛執照編號。即持證人香港身份證編號或旅行證件編號，其中持旅行證件申請之駕駛執照號碼將另加註一位字母以供辨識，具體而言，往來港澳通行證（雙程證）號碼後加註「C」字，護照號碼後加註「P」字，其他證件（如澳門身份證、領事團身份證）號碼後加註「Y」字[1]。
- 獲准駕駛車輛的種類及其有效期，以數字標註。其中又分「正式執照」、「學習執照」、及「暫准執照」三類，並各自標明有效期[2]，一般正式執照有效期為簽發後10年[3]。
- 檔案號碼。如該執照上任何車輛類別是由免試換發取得，則該檔號將以「DI」字頭起首。
- （2021年3月22日起增設）加密二維碼[註 1][4]

1970至80年代的駕駛執照曾貼有持證人照片，後來有關當局取消這個做法。

## 考核程序
香港私家車、輕型貨車、摩托車及機動三輪車最低駕駛年齡為18歲，初次申請只可選擇私家車、輕型貨車、摩托車及機動三輪車的駕駛執照；而其他種類的駕駛執照則需申請人年滿21歲，以及完成暫准期並取得私家車或輕型貨車正式駕駛執照；或在無需暫准期下，持有一年私家車或輕型貨車正式駕駛執照。學習駕駛人士需要申領學習駕駛執照，並尋求一位認可私人駕駛導師陪同下（電單車及機動三輪車除外）或在認可政府指定駕駛學院學習駕駛。視乎車種，申請應考程序有所不同。

### 私家車及輕型貨車
申請人可親身、委託其他人或駕駛學校代辦，到運輸署申請。填妥申請表格，並繳交所需費用，然後領取學習駕駛執照及預約考試。學車人士不需等到筆試合格，便可領取學習駕駛執照。
駕駛考試分為兩個部份，筆試（甲部試）及路試（乙部及丙部）。筆試為20道有關道路使用者守則的多項選擇題，考生需以滑鼠選擇正確答案的形式於20分鐘之內作答，答對16道題為合格，有些網站提供在線的駕駛筆試模擬練習駕駛筆試模擬練習。考生合格後便可向運輸署預約參加路試，日後應考其他類別（的士除外）的駕駛執照時亦無需再次參加筆試。
取得學習駕駛執照後，持證人可於參加路試之前學習駕駛。學習時必須在一名持有駕駛教師執照的人士在旁下，並使用附有輔助制動系統的車輛，方能學習駕駛車輛。之後持證人需要參加路試。路試分開兩個部份：乙部（又稱中期試）分為三個部份，「S/L泊位」（視乎試場而定）、「窄路掉頭」及「斜路停車及起步」；丙部為路面考試（簡稱路試）。考生需按考官指示駛進不同路面，考驗考生對路面實際情況的反應。完成考試後，若考生合格，可於三年內申請暫准駕駛執照；若有其中一部分不合格，則只需重新報考不合格的部分。
一般而言，如考生首次應考，中期試和路試會一併進行（亦稱為合併試），但在香港駕駛學院學習駕駛的人士可以選擇應考合併試或分開應考中期試和路試（視乎課程安排），而新觀塘駕駛學院的考生則必須分開應考兩部分。如果分開應考中期試和路試，考生便必須先應考中期試，合格後方可預約參加路試。

### 電單車及機動三輪車
駕駛考試分為三個部份，筆試（甲部試）、強制試（乙部）及路試（丙部）。申請人需先到政府指定認可駕駛學院申請應考乙部強制試，如未曾應考甲部筆試者駕駛學院亦會一併安排應考。應考者會在駕駛學院學習電單車基本操控技巧，強制試考核合格後方可取得學習駕駛執照並應考丙部路試。考生可選擇繼續於駕駛學院應考丙部或改為尋求私人駕駛教師學習。若考生丙部合格，可於三年內申請暫准駕駛執照。

### 的士
只設筆試，申請人必需郵遞申請應考；的士筆試分為甲部的士則例、乙部地方及路線試題及丙部道路使用者守則三部分。甲部設20條問題，答對17條為合格；乙部設20條問題，答對17條為合格；丙部設50條問題，答對43條為合格，考核時間為45分鐘。考生必須在所有部分合格方為合格。

### 中型貨車、重型貨車、小型巴士及巴士
只設路試，申請人必需郵遞申請應考。考核內容與私家車及輕型貨車類同，但不區分乙部及丙部。

### 掛接車輛
只設路試，申請人必需郵遞申請應考。掛接車輛無需考核掉頭，但需考核連接及解除連接拖架。考生需持有中型貨車或重型貨車牌方可申請應考掛接車輛。

### 駕駛考試中心
除電單車外，乙部會在港九新界各區的駕駛考試中心內進行（部份會在丙部考核途中在路面一併進行），而丙部則會在鄰近駕駛考試中心的路面進行。
在香港駕駛學院／新觀塘駕駛學院學習駕駛的人士均會在學院內的駕駛考試中心進行乙部考核。丙部考核方面，香港駕駛學院的學員指定其學習的分校附近進行丙部考核，這些路線是香港駕駛學院學員專用；而新觀塘駕駛學院的私家車和輕型貨車學員指定在油塘駕駛考試中心附近進行丙部考核。
在其他駕駛學校／跟私人師傅學習駕駛的人士則可選擇在某一區（港島／九龍及新界）應考（九龍及新界為一個區，不可分開選擇），如果應考的車種在該區有超過一間駕駛考試中心，則會在當中隨機抽一條；如果車種只有某地區有考核的話，則只能選擇指定地區應考，例如：重型貨車及掛接車輛只能選擇九龍及新界區。
現時香港的駕駛考試中心和考核的車牌種類如下（電單車乙部強制試必須經駕駛學院報考，因此可在駕駛學院單獨應考乙部強制試再在政府考試中心應考丙部）：
港島區：
- 政府考試中心（經私人駕駛導師應考）
  - 掃桿埔駕駛考試中心（輕型貨車／電單車丙部試）
  - 跑馬地駕駛考試中心（私家車）
  - 常安駕駛考試中心（巴士／中型貨車）
- 駕駛學院專用
  - 香港駕駛學院（鴨脷洲）內的駕駛考試中心（私家車／輕型貨車／電單車乙部強制試及丙部試）

九龍及新界區：
- 政府考試中心（經私人駕駛導師應考）
  - 培正道駕駛考試中心（私家車[註 4]）
  - 油塘駕駛考試中心（私人駕駛導師輕型貨車、新觀塘駕駛學院私家車／輕型貨車丙部試）
  - 白雲街駕駛考試中心（輕型貨車丙部試[註 5]）
  - 天光道駕駛考試中心（輕型貨車[註 6][註 7]／私人駕駛導師及新觀塘駕駛學院電單車丙部試）
  - 忠義街駕駛考試中心（輕型貨車／私家車）
  - 荃灣駕駛考試中心（中型貨車[註 8]／重型貨車／小型巴士／巴士）
  - 石蔭駕駛考試中心（私家車）
  - 葵涌永孝街駕駛考試中心（輕型貨車／私家車及私家車及輕型貨車補考乙部試）
  - 源安駕駛考試中心（流動考試中心、掛接車輛）
  - 貨櫃碼頭南路駕駛考試中心（流動考試中心、掛接車輛）
- 駕駛學院專用
  - 新觀塘駕駛學院內的駕駛考試中心（私家車／輕型貨車／電單車乙部強制試，私家車／輕型貨車丙部試則於油塘駕駛考試中心應考，電單車丙部試則於天光道駕駛考試中心應考）
  - 香港駕駛學院（沙田）內的駕駛考試中心（私家車／輕型貨車／中型貨車／巴士／電單車乙部強制試及丙部試）
  - 香港駕駛學院（元朗）內的駕駛考試中心（私家車／輕型貨車／中型貨車／巴士／電單車乙部強制試及丙部試／掛接車）

已停用
- 政府考試中心（經私人駕駛導師應考）
  - 葵盛駕駛考試中心（輕型貨車），於2015年停運並改作發展公營房屋，由永孝街駕駛考試中心取代[6]
  - 澤安道駕駛考試中心（輕型貨車／私家車），於2023年8月1日停運並改作發展公營房屋，由白雲街駕駛考試中心取代[7]
- 駕駛學院
  - 香港駕駛學院（大圍）內的駕駛考試中心，於2000年停用並搬遷到小瀝源
  - 香港駕駛學院（黃竹坑）內的駕駛考試中心，於2007年停用並搬遷到鴨脷洲

## 暫准駕駛執照
由於有關電單車及機動三輪車的交通意外有所上升，運輸署自2000年10月1日起引入了暫准駕駛執照制度，亦由於實行此制度後有關電單車及機動三輪車的交通意外數字大幅減少，有關當局於2009年2月9日起，把此制度擴展至私家車及輕型貨車。
在此制度下，除輕型貨車免試加簽者外，凡學習相關汽車類別之人士，在路試合格後，先會獲發暫准駕駛執照。此執照有效期為一年，持證人在駕駛相關車輛時，需於車頭及車尾展示一個白底紅字，寫有一個英文字母「P」字的牌。法例規定持有暫准駕駛執照人士，最高駕駛時速不可高於每小時70公里，同時也不可以使用快速公路的最右線（快線），以及駕駛電單車或機動三輪車不得載客。倘若在暫准駕駛期的一年內沒有觸犯《道路交通（駕駛執照）規例》（即香港法例第三七四章B）附表12中所列的輕微罪行2次或嚴重罪行1次而被定罪，方能獲發正式駕駛執照。若果犯了1次輕微罪行，便需延長暫准駕駛期半年；若果犯了1次嚴重或2次輕微者則需重新報考駕駛考試，並重新申領暫准駕駛執照，及完成新的暫准駕駛期。
暫准駕駛執照屬於階段式執照的一種，相對於外國以年齡（一般是未滿18或21歲）劃分，香港的暫准駕駛執照則是以經驗來劃分。而事實上，保險公司也較少會接受持有暫准執照者（尤其駕駛者年齡為25歲以下）以自身名義申請汽車保險。
暫准駕駛執照持有人只可在暫准駕駛期完成日翌日起才能申領有關種類汽車的正式駕駛執照。若該日為運輸署牌照事務處的非辦公日子（例如星期六、日或公眾假期），暫准駕駛執照持有人只能在隨後的任何一個工作天才能到牌照事務處辦理申領正式駕駛執照的手續。

## 駕駛執照類別
現時香港駕駛執照依車輛類型分為16個類別。每個類別皆有獨立編號，駕駛執照會以編號列明駕駛者可駕駛的車輛。視乎應考時所使用的車輛，駕駛執照可再細分為手動變速及自動變速執照。持手動變速執照者可駕駛相關的自動變速車輛，但持自動變速執照者不可駕駛手動變速車輛。如果駕駛者持有自動變速執照，執照上會在相關類別之後加上A字，以資識別。
除私家車、輕型貨車、電單車、機動三輪車、傷殘者車輛及政府車輛駕駛執照外，其餘執照均為商用車輛駕駛執照，祗准符合以下全部條件的人士申領：
- 年滿21歲
- 持有香港永久性居民身份證、或持有香港居民身份證且不受任何逗留條件所規限、又或持有香港居民身份證且除指明逗留期限外不受其他逗留條件所規限[9][註 9]
- 已完成私家車或輕型貨車的暫准駕駛期並已換取正式駕駛執照；或如在無需暫准期而取得正式駕駛執照者，則已持有私家車或輕型貨車的正式駕駛執照最少一年[註 2]
- 過去五年內沒有就以下《道路交通條例》﹙《香港法例》第374章﹚的罪行被定罪：
  - 第36條﹙危險駕駛引致他人死亡﹚
  - 第36A條﹙危險駕駛引致他人身體受嚴重傷害﹚
  - 第39條﹙在酒類影響下駕駛汽車﹚
  - 第39A條﹙在體內酒精濃度超過訂明限度的情況下駕駛，企圖駕駛或掌管汽車﹚
  - 第39B條﹙檢查呼氣測試﹚、第39C條﹙提供樣本以作酒精分析﹚
  - 第39J條﹙在指明毒品的影響下沒有妥當控制而駕駛汽車）
  - 第39K條﹙在體內含有任何濃度的指明毒品時駕駛汽車﹚
  - 第39L條﹙在指明毒品以外的藥物的影響下沒有妥當控制而駕駛汽車）
  - 第39O(1)條（沒有接受初步藥物測試﹚
  - 第39S條（沒有提供血液或尿液樣本）

以下為各類駕駛執照的詳情：
| 編號 | 車輛類別     | 車輛類別定義 | 商用執照   | 可應考自動變速車型 | 暫准執照   | 可免試加簽的執照                                                           | 其他詳情 |
| ---- | ------------ | --- | ---------- | ------------------ | ---------- | -------------------------------------------------------------------------- | --- |
| 1    | 私家車       | 指經構造或改裝為只用作運載司機及不超過7名乘客及其個人財物的汽車，但不包括傷殘者車輛、電單車、機動三輪車或的士 | Red X      | Y [ 註 12 ]        | Green tick | （無）                                                                     | （無） |
| 2    | 輕型貨車     | 許可車輛總重不超過5.5公噸的貨車（包括客貨車） | Red X      | Y [ 註 12 ]        | Green tick | 1（私家車）                                                                | 持自動變速限制輕型貨車執照（2A）者只能加簽同為自動變速限制的私家車執照（1A） |
| 3    | 電單車       | 不論是否附有側車的兩輪汽車 | Red X      | Green tick         | Green tick | 22（機動三輪車）                                                           | 持自動變速限制電單車執照（3A）者只能加簽同為自動變速限制的機動三輪車執照（22A) |
| 4    | 私家小型巴士 | 經構造或改裝為只用作運載司機及不超過19名乘客及其個人財物而總重量不多於8.5公噸及總長度不多於7.5米的汽車，但不包括傷殘者車輛、電單車、機動三輪車、私家車或的士。 此外，「私家小型巴士」定義為用作或擬用作出租或取酬以外的用途或只運載傷殘人士以及協助該等人士的人(不論是否為出租或取酬)的小型巴士及學校私家小巴；而「公共小型巴士」定義為指用作或擬用作出租或取酬用途的小型巴士，但不包括任何私家小巴 | Green tick | N [ 註 13 ]        | Red X      | 申請者只需通過一個駕駛考試以同時獲得4、5號駕駛執照                         | |
| 5    | 公共小型巴士 | 經構造或改裝為只用作運載司機及不超過19名乘客及其個人財物而總重量不多於8.5公噸及總長度不多於7.5米的汽車，但不包括傷殘者車輛、電單車、機動三輪車、私家車或的士。 此外，「私家小型巴士」定義為用作或擬用作出租或取酬以外的用途或只運載傷殘人士以及協助該等人士的人(不論是否為出租或取酬)的小型巴士及學校私家小巴；而「公共小型巴士」定義為指用作或擬用作出租或取酬用途的小型巴士，但不包括任何私家小巴 | Green tick | N [ 註 13 ]        | Red X      | 申請者只需通過一個駕駛考試以同時獲得4、5號駕駛執照                         | 除通過相關駕駛考試（包括可加簽本執照的巴士或專利巴士駕駛考試）外，申請／加簽5號執照者需參加職前訓練課程並通過相關考試 |
| 6    | 的士         | 根據《香港法例》第374章《道路交通條例》登記為的士的汽車 | Green tick | （不設路試）       | Red X      | （無）                                                                     | - 申領此執照者只需通過一項筆試，內容包括道路使用者守則知識、本港街道位置常識及的士運作的一般法律要求。因申請商用車輛執照者均持有私家車（1）或輕型貨車（2）執照，因此無需另外安排路試 - 如申請者僅持有自動變速限制的私家車（1A）或輕型貨車（2A）執照，則只會獲發有自動變速限制之的士執照（6A）。該駕駛者需另行通過手動變速車輛的駕駛考試，方可申領能夠駕駛手動變速的士的6號執照。 - 通過的士筆試後，需再參加職前訓練課程並通過相關考試才能簽發的士執照 |
| 9    | 私家巴士     | 指經構造或改裝，以運載司機及多於19名乘客及其個人財物的汽車。 此外，「私家巴士」指用作或擬用作出租或取酬以外的用途或不論是否為出租或取酬而運載乘客，但該等乘客全屬一所敎育機構的學生、敎員及僱員；或傷殘人士及協助該等傷殘人士的人的巴士；「公共巴士」則指用作或擬用作出租或取酬用途的巴士，但不包括任何私家巴士                                                                                     | Green tick | Y [ 註 15 ]        | Red X      | 4、5（私家及公共小巴） 申請者只需通過一個駕駛考試以同時獲得9、10號駕駛執照 | |
| 10   | 公共巴士     | 指經構造或改裝，以運載司機及多於19名乘客及其個人財物的汽車。 此外，「私家巴士」指用作或擬用作出租或取酬以外的用途或不論是否為出租或取酬而運載乘客，但該等乘客全屬一所敎育機構的學生、敎員及僱員；或傷殘人士及協助該等傷殘人士的人的巴士；「公共巴士」則指用作或擬用作出租或取酬用途的巴士，但不包括任何私家巴士                                                                                     | Green tick | Y [ 註 15 ]        | Red X      | 4、5（私家及公共小巴） 申請者只需通過一個駕駛考試以同時獲得9、10號駕駛執照 | 除通過相關駕駛考試（包括可加簽本執照的專利巴士駕駛考試）外，申請／加簽5及10號執照者需參加職前訓練課程並通過相關考試 |
| 15   | 傷殘者車輛   | 經特別設計及構造，專供身體上有缺陷或傷殘人士使用的汽車 | Red X      | Red X              | Red X      | （無）                                                                     | 香港目前未有車輛登記為傷殘者車輛，亦沒有人持有此類別有效執照 |
| 16   | 政府車輛     | 任何由政府提供、租用及／或購置以執行政府職務的車輛 | Red X      | Red X              | Red X      | （無）                                                                     | 申請者須獲聘用為公務員方可取得此執照 |
| 17   | 專利公共巴士 | 指經構造或改裝，以運載司機及多於19名乘客及其個人財物的汽車。 此外，「專利公共巴士」指根據《香港法例》第230章《公共巴士服務條例》獲有效專營權的巴士 | Green tick | Y [ 註 15 ]        | Red X      | 4、5（私家及公共小巴） 9、10（私家及公共巴士）                             | 申請者須經專利巴士公司應考方可取得此執照。由於現時專利公共巴士均為自動變速，如未有中型貨車（18）或重型貨車（19號）執照者則只能免試加簽私家及公共巴士（9A、10A）自動變速執照。已持有9、10執照而入職專利巴士公司者則無需應考及加簽本執照即可駕駛專利公共巴士。 |
| 18   | 中型貨車     | 許可車輛總重超過5.5公噸而不超過24公噸的貨車 | Green tick | Green tick         | Red X      | 2（輕型貨車）                                                              | |
| 19   | 重型貨車     | 許可車輛總重超過24公噸而不超過38公噸的貨車 | Green tick | Green tick         | Red X      | 2（輕型貨車） 18（中型貨車）                                               | |
| 20   | 掛接車輛     | 一部附有拖車的汽車，而其連接方式是拖車的一部分疊加於汽車上面，以致當拖車均勻負載時，負載物的頗大部分重量由汽車承擔 | Green tick | Red X              | Red X      | 19（重型貨車）                                                             | 申請者須持有有效的中型貨車（18號）或重型貨車（19號）執照，方可考取此執照 |
| 21   | 特別用途車輛 | 經設計、構造或改裝為主要在道路上作並非屬運載貨物、司機或乘客的用途的汽車，例如：洗街車、吊臂車、電力測試車、雪糕車、美食車等 | Green tick | （不設路試）       | Red X      | （無）                                                                     | - 申請者須持有有效輕型貨車（2號）、中型貨車（18號）或重型貨車（19號）執照以及需駕駛相關特別用途車輛的公司證明信件，方可申請此執照 - 特別用途車輛執照持有人，只能駕駛總重量與其貨車駕駛執照相符的車輛 |
| 22   | 機動三輪車   | 具有三輪的汽車，但不包括附有側車的電單車及鄉村車輛 | Red X      | Green tick         | Green tick | （無）                                                                     | |

### 已廢止之駕駛執照類別
- 7號執照
- 8號執照 貨車（許可車輛總重超過2.25公噸）
  - 以前的2號執照為許可車輛總重不超過2.25公噸的客貨車駕駛執照，而取得私家車執照（1）亦可免試加簽客貨車執照（2）
  - 8號執照現已由18、19和20號執照取代
- 11號執照 新界的士
  - 以前的6號執照為香港及九龍的士執照
  - 11號執照現已拼入6號執照
- 12號執照 公共巴士（雙層巴士及佳牌亞拉伯巴士）
- 13號執照 公共巴士（雙層巴士及薛頓巴士）
  - 12和13號執照現已由17號執照取代
- 14號執照 摩托輔助腳踏車
  - 香港現已停止發出及為14號執照續牌，因此相關車輛不獲准在道路上行走

## 免試簽發正式駕駛執照
持有認可地區海外駕駛執照的人士欲在香港駕駛可以申請免試簽發正式駕駛執照。如需申請免試簽發正式駕駛執照，該海外執照需要是正式駕駛執照、仍然有效或過期不超過3年，及在簽發國家成功完成有關的駕駛考試後獲得的，該機制只適用於私家車、輕型貨車、電單車及機動三輪車。通過該機制簽發的駕駛執照檔號會以 "DI" 為字首。
由于不法分子利用香港和英国之间驾照转换规定中的漏洞，幫助非英籍人士先用香港和英國以外的駕照換取香港駕照，再使用香港駕照轉換英国驾照。自2013年1月15日起，用非欧盟驾照换英国驾照的人必须证明自己在英国当局承认其驾照考试标准能够与英国标准匹配的指定国家通过相关考试。如果香港駕駛執照不是在香港或英國認可國家通過考試取得則無法換取英國駕駛執照。

## 外部連結
- 香港車牌考試| 甲部| 駕駛筆試| 模擬題目 （页面存档备份，存于）